# Cathédrale Saints-Pierre-et-Paul de Diébougou
Pour les articles homonymes, voir Cathédrale Saints-Pierre-et-Paul.
La cathédrale Saints-Pierre-et-Paul à Diébougou, est la cathédrale du Diocèse de Diébougou.
La paroisse Cathédrale Saints-Pierre-et-Paul est jumelée avec celle du Bon-Pasteur à Nice.